# Taarapita

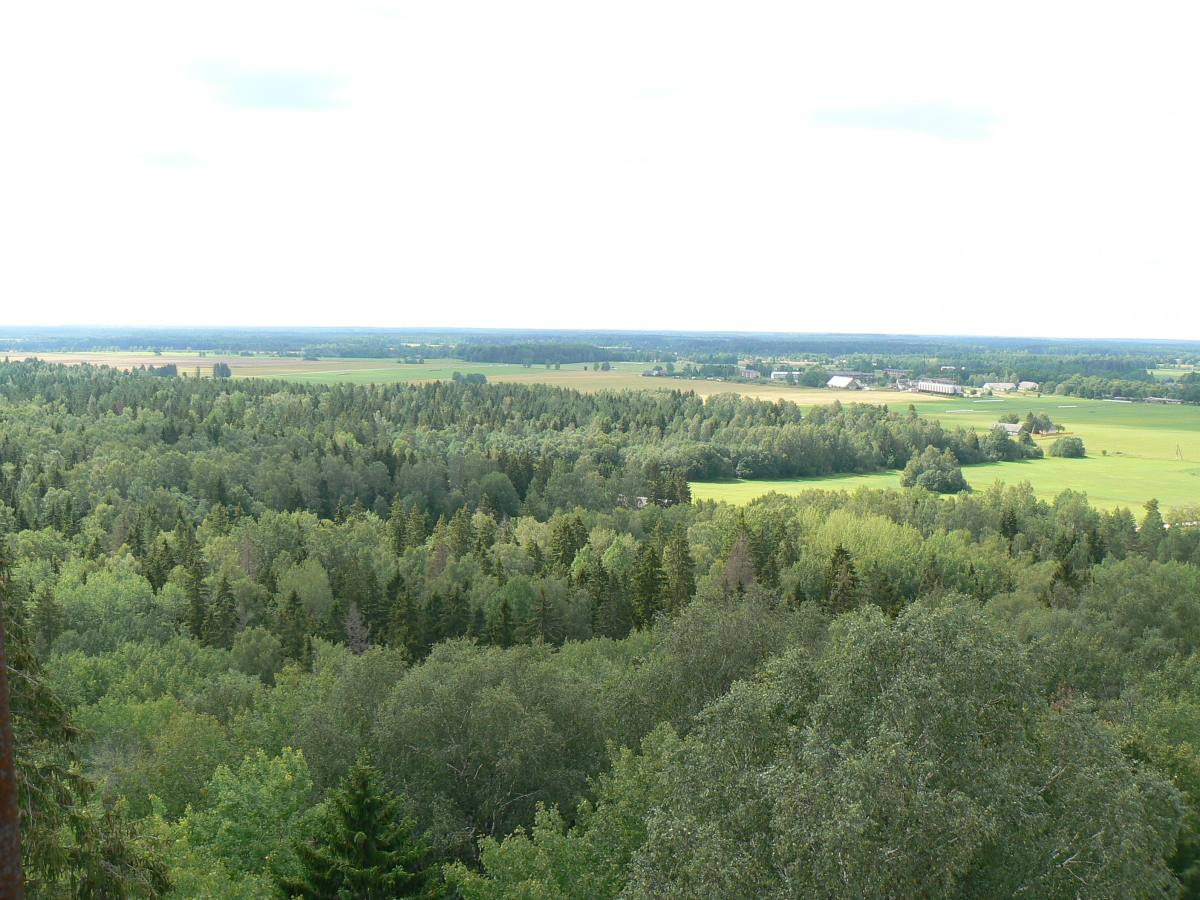
Colina Ebavere, Lääne-Virumaa, onde teria nascido o deus Taarapita.

Taarapita ou Tharapita ou Taara é um meio-hipotético deus da guerra da mitologia estoniana.
A Crônica de Henrique da Livônia menciona Taarapita como o principal deus dos öselianos (habitantes da ilha Saaremaa), muito conhecido também pelas tribos vironianas do norte da Estônia. De acordo com a crônica, quando os cruzados invadiram a Virônia em 1220, havia uma linda colina arborizada na Virônia, onde os habitantes locais acreditavam que o deus öseliano Taarapita havia nascido e voado de lá para Saaremaa. Acredita-se que esta colina seja a Ebavere (Ebavere mägi) na atual Lääne-Virumaa.
Há várias interpretações para o nome Taarapita, uma delas seria a de "Thor, socorro!" (Taara a(v)ita em estoniano) e associada ao deus escandinavo Thor. Outras interpretações são: "Thor, o Raio" (Taara pikne) ou "Thor (é) grande" (Taara (on) vägev). No século XIX os criadores da pseudomitologia estoniana fizeram de Taarapita o deus supremo do panteão estoniano. Contudo, Taarapita é raramente mencionado no autêntico folclore estoniano.
Taarapita tem também inspirado um movimento neopagão estoniano, conhecido como taaralased ou taarausulised. Na metade do século XIX, Taarapita tornou-se popular nos movimentos nacionalistas. A partir daquele período, a segunda maior cidade da Estônia, Tartu, foi poeticamente chamada de Taaralinn ("cidade de Taara").
Taarapita era conhecido das tribos tavastianas da Finlândia. Existe um antigo local de culto atualmente conhecido por Laurin Lähde (fonte de Lauri) na região de Janakkala, onde os tavastianos desde a Antiguidade adoravam o deus Taara. Esse culto chegou até o século XVIII e foi proibido pela Igreja, que fechou o lugar.

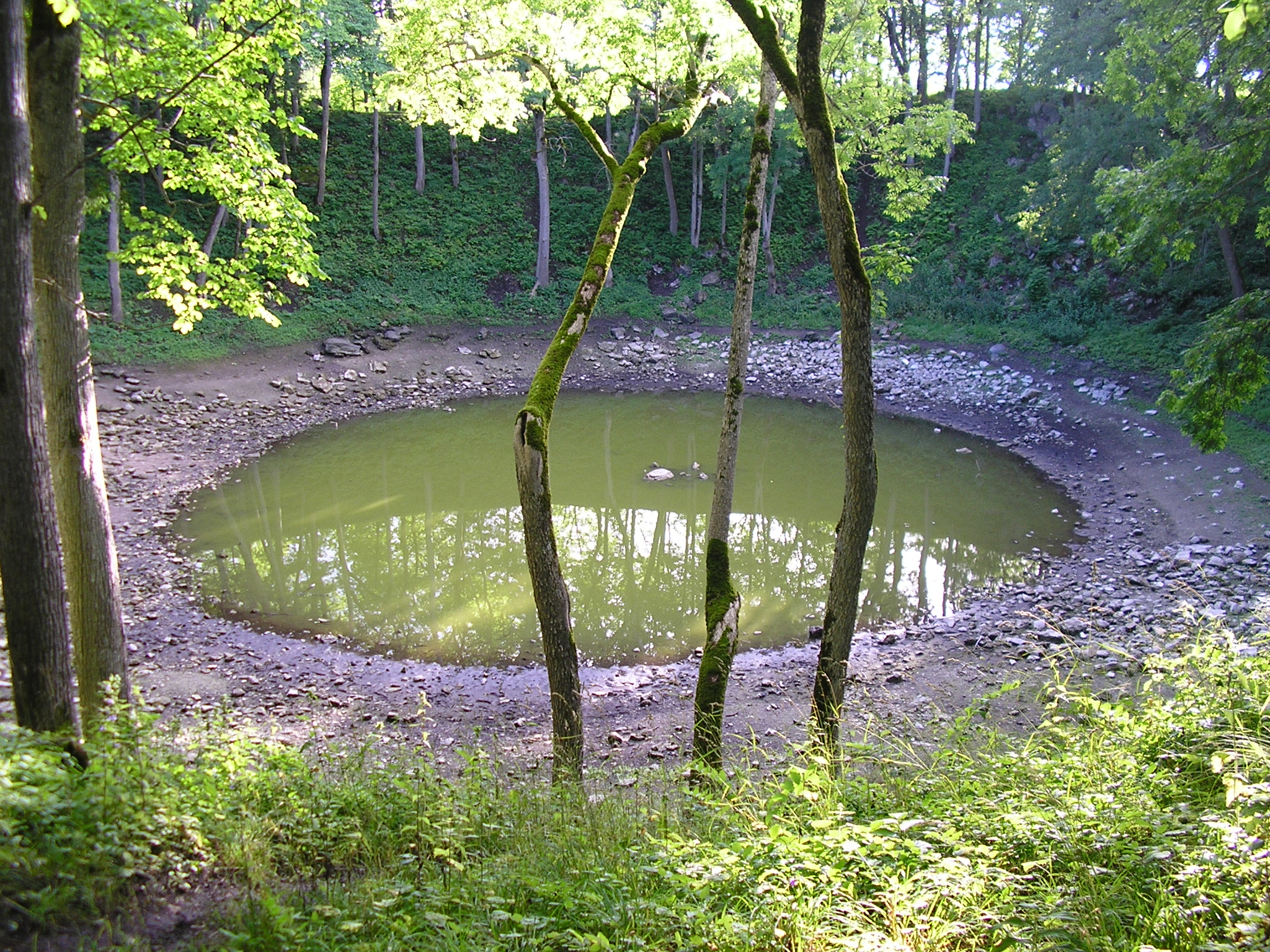
Lago Kaali, em Saaremaa, onde Taarapita teria chegado do seu voo da Virônia.

Taarapita pode ter sido conhecido entre os eslavos da ilha de Rügen, onde os cruzados dinamarqueses destruíram um ídolo pagão chamado Turupit, em 1168.
O "voo de Taarapita, da Virônia até Saaremaa" tem sido associado à queda de um grande meteorito em Saaremaa e que teria dado origem ao lago Kaali. Um dos defensores da teoria do meteorito e suas consequências foi Lennart Meri, o presidente da Estônia 1992–2001, que escreveu vários livros sobre o assunto. Porém, os estudos no local onde teria caído o meteorito de Kaali não confirmaram ser o evento suficientemente recente para poder ser preservado no folclore.
Variações semelhantes do nome "Thor" são também conhecidas entre muitos povos de língua fino-úgrica. Os Kantis têm um deus chamado Torum, os lapões têm o deus Turms, os Samoiedas, o deus Tere. O bispo finlandês Mikael Agricola menciona em 1551 um deus da guerra chamado Turisas, embora seja mais provável que ele referia-se a Turisas; os finlandeses têm também a deidade Tuuri, que era o deus da colheita, sorte e sucesso. Essas deidades estão associadas à hipotética palavra da língua proto-fino-úgrica que significa "alto".
A adoração de Thor (Tooru, em estoniano) era comum na Estônia Ocidental. De acordo com diversas crônicas medievais, os estonianos não trabalhavam nas quintas-feiras (dias de Thor) e as noites de quinta eram chamadas de "noites de Tooru". Algumas fontes trazem que os estonianos costumavam reunirem-se em bosques sagrados (Hiis) nas noites de quinta-feira, onde músicos tocavam gaita-de-fole sentados sobre pedras, enquanto as pessoas dançavam e cantavam até o dia amanhecer.

## Crônica de Henrique da Livônia

### XXIV 5
Quo audito sacerdotes modicum subridentes et excusso pulvere pedum in eos ad alias villas festinantes in confinio Vironie tres villas baptizaverunt, ubi erat mons et silva pulcherrima, in qua dicebant indigene magnum deum Osiliensium natum, qui Tharapita vocatur, et de illo loco in Osiliam volasse. Et ibat alter sacerdos succidens imagines et similitudines deorum ibi factas, et mirabantur illi, quod sanguis non efflueret, et magis sacerdotum sermonibus credebant.(sic)

### XXX 4
Gaudet exercitus christianorum, exclamant, Deum exorant. Clamant et illi, gaudentes in Tarapitha suo. Illi nemus, isti Iesum invocant, in cuius nomine ac laude fortifer ascendunt, ad summitatem valli perveniunt, fortissime et ab illis repelluntur.

### XXX 5
Dantur pueri nobilium, quorum primum venerabilis Rigensis episcopus cum gaudio et devotione magna catechizatum sacro baptismatis fonte rigavit; alii presbyteri alios rigaverunt, qui et in urbem cum gaudio ducuntur, ut Christum predicent, ut Tharaphitam, qui deus fuit Osilianorum, eiciant, qui per medium castrum fontem consecrantes et dolium replentes primo seniores et meliores cathechizatos, deinde viros alios et mulieres baptizant et pueros.
His mysteriis in urbe Waldia celebratis venerunt nuncii, missi de cunctis urbibus et kiligundis Osilie, querentes pacem et baptismi petentes sacramentum. Gaudet exercitus obsidibusque receptis pax datur et Fraternitus amor. Dicitur, et Suecos captivos restituant liberos. Obediunt, restituere promittunt, presbyteros secum ad castra sua ducunt, qui Christum predicent, qui Tharapitha cum ceteris paganorum diis eiciant, qui populum sacro baptismate tingant. Baptizant itaque sacerdotes in omnibus castris Osilie populum universum utriusque sexus cum leticia magna et pre gaudio lacrimantes, eo quod Domino tot milia genuerunt per lavacrum regenerationis prolem spiritualem, Deo dilectam sponsam novam ex gentibus.

### XXX 6
Gloria Dei et domini nostri Iesu Christi et beate Marie Virginis servis suis Rigensibus in Osilia talia humiliter, obsides et tributa recipere, captivos omnes christiani nominis restituere, cum victoria redire! Quod reges hactenus non potuerunt, hec beata virgo per servos suos Rigenses breviter et leniter ad honorem sui nominis adimplevit. Quo completo, quo facto, populo videlicet cuncto baptizato, Tharaphita eiecto, Pharaone submerso, captivis liberatis, redite cum gaudio Rigenses.